# 自由刑
自由刑（じゆうけい）は、刑罰の一種で、刑の様態での分類を示す。受刑者の身体を拘束することで自由を奪うものをいう。自由刑以外の刑罰の種類として、生命刑・身体刑・財産刑・名誉刑がある。
日本の現行刑法では、自由刑として、懲役、禁錮、拘留が定められている。なお、2022年（令和4年）の刑法改正により、懲役と禁錮が統合され拘禁刑となった（2025年（令和7年）6月1日施行）。
自由刑には自由という言葉が含まれるが単に本稿で示す「自由を奪う刑罰」を示す用語であり、自由から連想される様々な事柄（例えば受刑者が好きな刑罰を自由に選べるものなど）の上位概念を示すものではない。

## 歴史
中世以前にもガレー船の漕ぎ手や城塞の建築など、自由を剥奪して強制労働させる刑罰は存在したが、その性格や過酷さから身体刑に含まれるべきものだった。
今日的な自由刑は、主として近世以降（18世紀以降）に多用されるようになった刑罰である。これは人道主義の台頭によって「死刑」「身体刑」が過酷なものであり、抑制されるべきと考えられるようになってきたこと、期間を選択することによって比較的容易に罰の軽重をつけられるという利便性が注目されたこと、産業革命などに伴う産業構造の変化から受刑者を工場労働力として使う道が開けたこと、などの相乗的な理由によるものと考えられている。
また、当時の司法の立証理論の限界により、自白がなく状況証拠だけで結審しなければならない場合の解決策として、しばしば自由刑が選択された。

## 分類

### 期間による分類
自由刑は、期間によって有期刑・無期刑（終身刑）・不定期刑に分類できる。有期刑は、期間を定めて自由を剥奪するもの、無期刑（終身刑）は（原則として）死ぬまで刑期が終了しないもの、不定期刑は期間を定めないもの（例えば、一定の改善が見られた場合に刑を終了する、など）。

#### 短期自由刑
自由刑のうち、短期のもの（何をもって「短期」とするかは学説等によるが、概ね1年未満のものを言う。「拘留」はいずれの説においても法定された短期自由刑の典型である）を短期自由刑というが、短期程度の軽い犯罪に科す刑罰としては現実に被る害悪（具体的内容については短期自由刑#短期自由刑の弊害）の程度が大きすぎるのではないかという主張があり、短期自由刑を廃止し、代替となる刑罰を科すべきであるとの議論がある。

### 様態による分類
自由刑は、様態によっても分類できる。一般に、刑務所内で労働を義務付ける「懲役」と、労働を義務付けない「禁錮」の2種類がある。
地理的・歴史的には、さらに様々な類型がある。例えば、過去の流刑や所払いも、自由刑の一種とされる場合がある。流刑は、一定の地域を定めその地域から出ることは許さないとするもの（地域内では一定の自治が認められ、普通に労働して生計を立てることとされていた）、所払いは一定の地域を定めそこに立ち入ることを禁じるものである。ただし、これらは自由を剥奪することを目的としたものではなく、犯罪者をコミュニティから追放することを目的としたものであり、現代的な自由刑とは発想が異なる。
現代では、懲罰的処遇を重視する運用のほか、移動の自由を奪うという自由刑の基本を厳密に守り「外に出られない」だけで他は普通の生活ができるような運用や、土日のみ収監などの間欠的な自由剥奪などの弾力的な運用なども試みられている。

#### 自由刑の統一
懲役と禁錮の違いは労役が強制か否かの違いであり、受刑の基準として、懲役は道徳的に非難すべき罪いわゆる破廉恥罪に対するであり、禁錮はそうでない罪（非破廉恥罪）に対するものというのが基本的理念である。
しかしながら、破廉恥罪かそうでないかの線引きは明確とはいえず、多くは「懲役又は禁錮」とともに定められており、いずれを選択するかは裁判官に委ねられている。傾向として、過失犯の初犯は禁錮刑を言い渡されることが多いが、この場合であっても執行猶予がつくのが通例であり、ことさらに禁錮刑である必然性は不明である。このように、破廉恥罪・非破廉恥罪といった概念が曖昧であること、労役を課すことがあたかも不名誉なことであるとの考え方は労働を軽視するものであること、禁錮刑の受刑者であっても本人が希望し労役に服する例が少なくないことなどを考慮して、懲役刑と禁錮刑を統合すべきと言う論説（自由刑統一論）はあり、これに基づき。2022年（令和4年）懲役刑と禁錮刑を廃止して一本化した「拘禁刑」が刑法改正により創設された。

## 自由刑の効果
- 犯罪者を社会から隔離する（隔離中は再犯の可能性が抑制できる。ただし有期懲役の場合、釈放された元受刑者がかつての被害者を再度襲撃する（お礼参り）などの問題点が残る）。

しかし実際には社会からというよりも世の中からの隔離へと変化してきている。
- 身体の自由を奪うという苦痛を与えることで処罰とすると同時に、労働を課す・規律の厳しい生活を送らせることによって再犯予防を図っている。
- 刑務所の怖いイメージや受刑者に「前科者」のレッテルが貼られることの恐怖感を与えることによって、社会に対して罪を犯さないように呼びかける一般予防効果もある。
- 薬物常習に陥って逮捕された者の場合、収監中は薬物を摂取できないため軽度の場合は回復する例もある。

## 自由刑の問題点
- 刑罰とはいえ最低限の衣食住が保障されており、虫歯の治療（削る埋めるなどの治療は行えず抜歯のみ[要出典]）や眼鏡の製作といった医療行為（受診日は週に2日程に決められており指定曜日以外は受診できない。但し緊急時には外部の医療施設の医療行為が受けられる場合もある。また投薬は必要最低限度であり必ずしも満足のいく医療行為が受けられるわけではない）も受けられるため、かえって一般社会で暮らすよりも楽に感じる人すらいる（困窮して罪を犯した者の場合、生活水準が向上することはままある）ため、二度と罪を犯させない特別予防効果が発揮されない場合がある。この傾向は特に発展途上国出身の外国人犯罪者に目立ち、日本で罪を犯しても（出身国の市民社会より生活水準が高く拷問などを受ける恐れもない）日本の刑務所に入れられるだけだから怖くない」と広言した犯罪者もいたと言われている[誰によって?]。
- 服役歴の長さが職業的犯罪者にとって「勲章」となったり、受刑者同士で犯罪の方法を教え合ったりするなど、かえって犯罪を助長する局面がある。
- 老人など生活力に乏しい人々が軽微な詐欺や窃盗を繰り返して刑務所生活が長くなり社会復帰が困難になっている事例が増加している。類似の問題として、都市部の浮浪者が冬季に起居する場所と食事を確保することを、出所しても行き場のない元受刑者が収監されることを目的に故意に実害のほとんどない軽罪（微罪不処分相当の軽罪を犯したと自首して逮捕を希望した浮浪者もいたと言われる）を犯して逮捕され、刑務所に入ろうとするというケースも見られる。しかしこの場合、一時的に生活環境を向上させるために犯歴を重ね、多くの前科を持つ犯罪者ということで一般生活に戻ることが困難になる。確実に逮捕されようとして傷害・放火などの重罪を犯し、大きな人的・経済的被害を出す例もあり（代表的なケースとしては下関駅放火事件が挙げられる[2][3]）、社会問題となっている。